# Геройське (Скадовський район)
Геро́йське (раніше Прогноївськ, Прогної) — село в Україні, у Чулаківській сільській громаді Скадовського району Херсонської області.
Село Геройське є незвичною природною пам'яткою. Ще у XVI столітті це було місцем, де запорозькі козаки розпочали промисел з видобутку солі, адже саме тут розташовані рожеві озера. Населення становить 620 осіб.

## Історія
У другій половині XVI століття на території сучасного села запорозькі козаки розпочали промисел по видобутку солі, у той час як турки постійно заважали їм. Видобуток вівся в прилеглих озерах піщаної Кінбурнської коси. Козаки збирали сіль, ловили в лимані і солили рибу, особливим чином переробляли і перевозили на правий берег Дніпра, у район Станіславського мису і Широкої балки, а звідти возами доставляли до Запорозької Січі, для своїх потреб і подальшого продажу в Московію, Польщу і Литву.

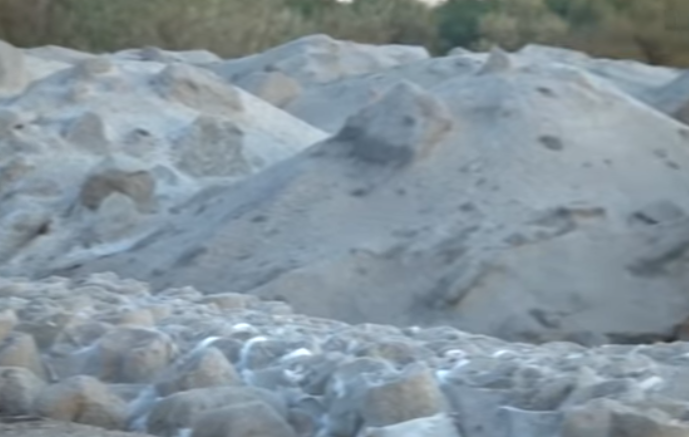
Сіль Кінбурна

У 1735—1769 роках — центр Прогноївської паланки Війська Запорозького Низового.
У 1787—1789 роках — місце розташування Коша вірних козаків (з 1788 року — Чорноморське козацьке військо).
У 1790—1792 роках — слобода Кінбурнської паланки Чорноморського козацького війська.
У 1963 році село Прогної отримало сучасну назву — Геройське
Збереглися кам'яні козацькі хрести XVIII століття та Георгіївська церква 1898 року. Голова Херсонської облдержадміністрації Андрій Гордєєв заклав капсулу у майже зруйнованому храмі Петра Калнишевського.
24 лютого 2022 року село тимчасово окуповане російськими військами під час російсько-української війни.

## Населення
Згідно з переписом УРСР 1989 року чисельність наявного населення села становила 643 особи, з яких 328 чоловіків та 315 жінок.
За переписом населення України 2001 року в селі мешкало 670 осіб.

### Мова
Розподіл населення за рідною мовою за даними перепису 2001 року:
| Мова       | Відсоток |
| ---------- | -------- |
| українська | 90,45 %  |
| російська  | 9,25 %   |
| болгарська | 0,15 %   |

## Особистості

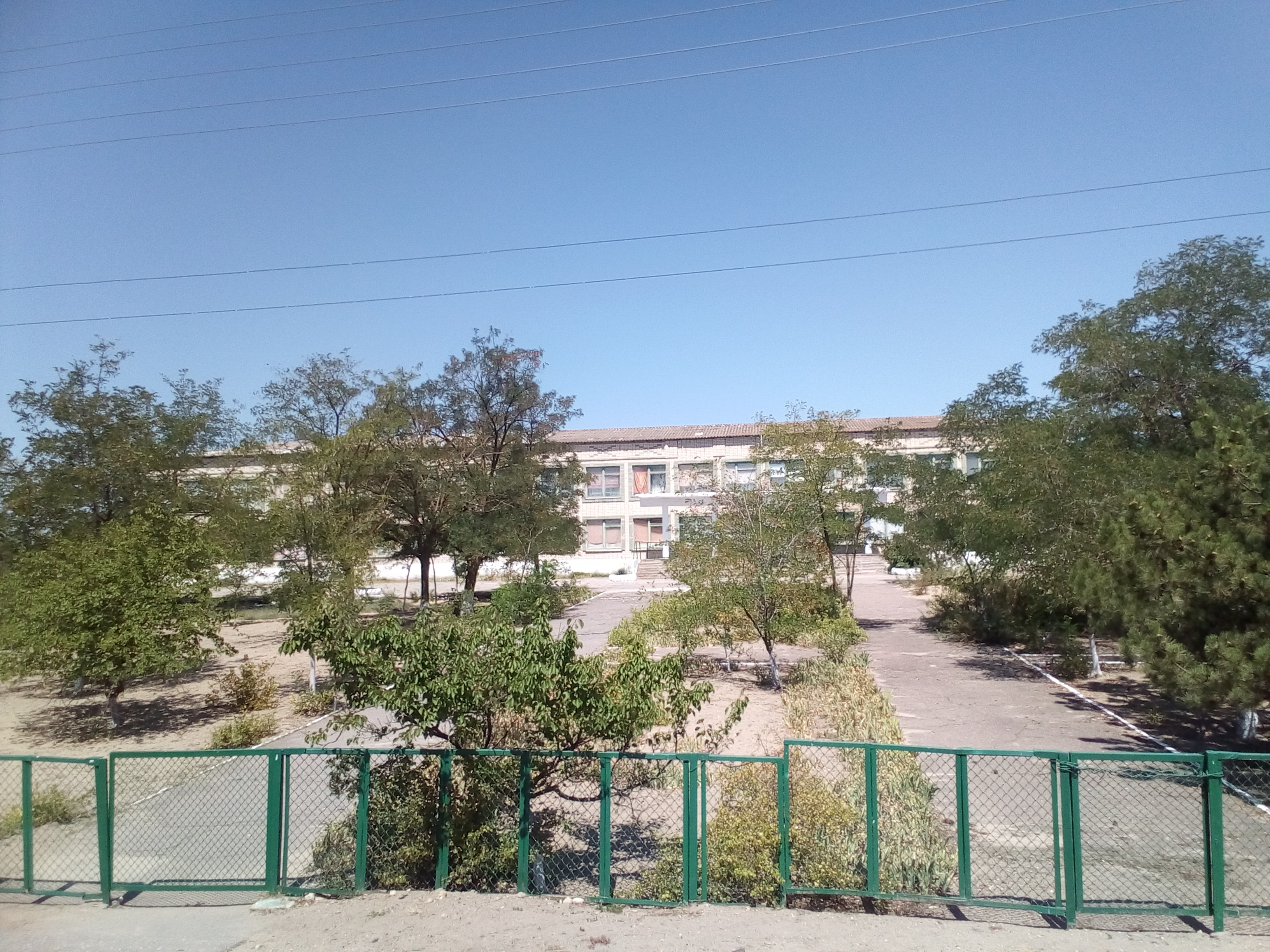
Школа в Геройському (2018)

- Матвій Григорович Капуста — власник солепромислів та великої кількості земель на Кінбурнській косі. Походив із давнього українського козацького роду. На початку 1920 року його було заарештовано, катовано й вивезено. Подальша доля його невідома.
- Висовин Костянтин Гаврилович — Герой Радянського Союзу. Його іменем названа місцева школа.
- Дубинда Павло Христофорович — радянський вояк; один з чотирьох повних кавалерів ордена Слави, удостоєних звання Героя Радянського Союзу.
- Оводовський Григорій Якович — капітан 1-го рангу, Герой Радянського Союзу (1945).
- Танський Микола Георгійович — командир катера «МО-424», Герой Радянського Союзу.
- Гниляк Микола Миколайович — Герой Соціалістичної Праці, гарпунер китобійної флотилії «Слава».
- Михасько Василь Васильович — Герой Соціалістичної Праці, капітан-директор риболовецького траулера «Крилов» (на Балтиці), депутат Верховної Ради Литовської РСР[9].
- Гончарук Віталій Михайлович — штаб-сержант Збройних сил України.